# Христиани, Христиан Христианович

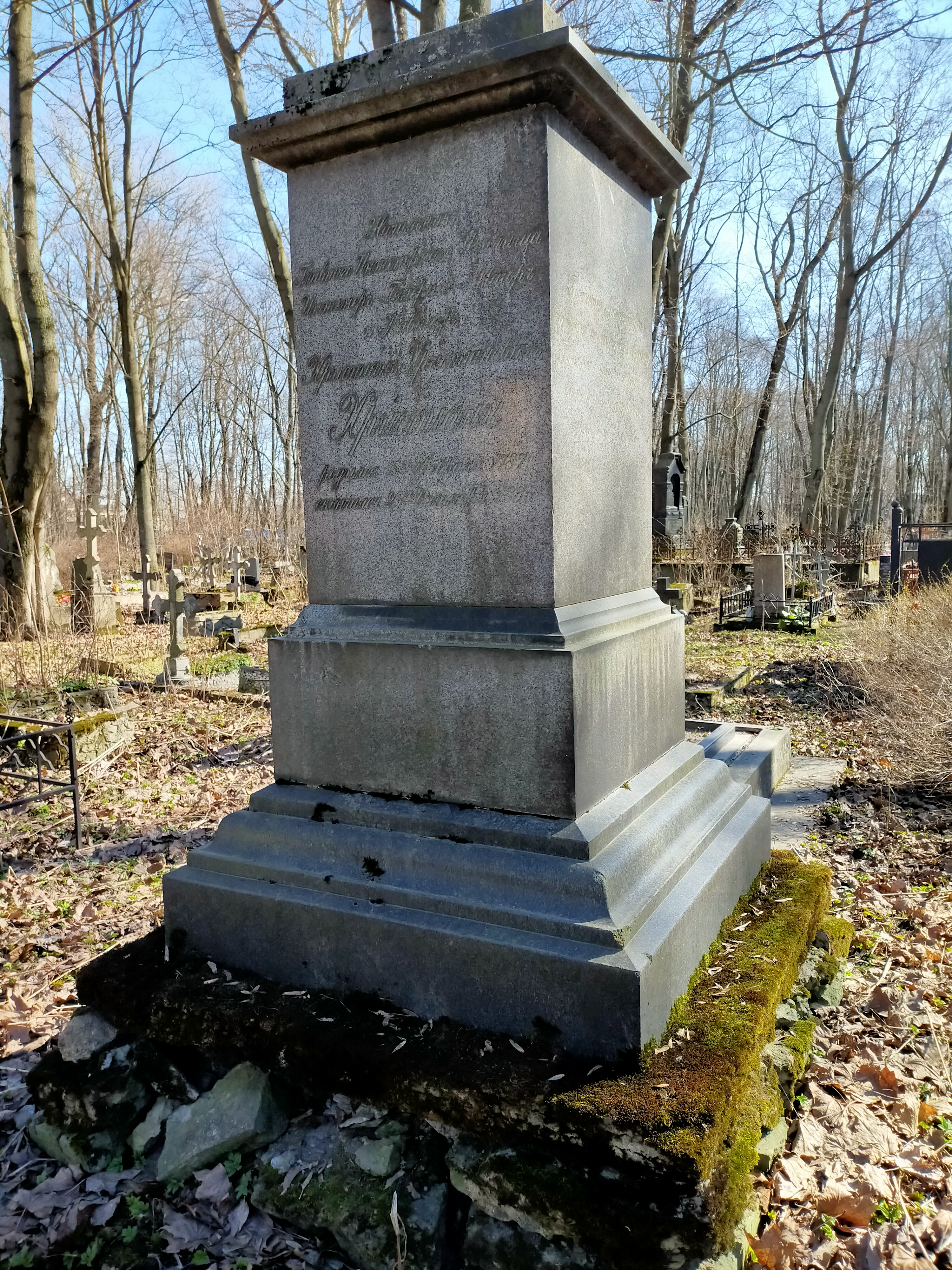
Памятник на могиле Х.Х. Христиани, Волковское лютеранское кладбище

Христиан Христианович Христиани (1787—1835) — генерал-майор, начальник Главного инженерного училища.

## Биография
Христиан Христиани родился 15 февраля 1787 года в городе Москве.
Образование получил в Инженерном корпусе, откуда в 1805 году выпущен в офицеры; четыре года спустя он, в чине поручика, был командирован осмотреть крепости, расположенные по Днепру; 1810 год провел в Одессе для устройства и приведения в порядок дел инженерного ведомства, а с 1811 по 1817 год почти постоянно был в разъездах, осматривая укрепления в Астрахани, Риге, Санкт-Петербурге и в Финляндском военном округе.
С учреждением в 1804 г. Инженерного училища кондукторов, Христиани, с производством в подполковники, был определён туда преподавателем фортификации. Произведённый в 1823 г. в полковники, он в следующем году был назначен членом инженерного отделения Военно-учёного комитета, в 1828 г. — инспектором классов и помощником начальника Инженерного училища, а в 1832 г., в чине генерал-майора (произведён в 1831 году), занял должность начальника училища и был зачислен постоянным членом Императорской военной академии. 18 декабря 1830 года он за беспорочную выслугу 25 лет в офицерских чинах был награждён орденом св. Георгия 4-й степени (№ 4446 по кавалерскому списку Григоровича — Степанова).
За выдающиеся труды по инженерному ведомству в 1833 г. Высочайше повелено было, не в пример другим, производить Христиани в продолжение 12 лет выплаты по 1200 рублей ежегодно. 18 октября 1835 г. Императором Николаем I он был назначен преподавателем фортификации к наследнику цесаревичу Александру Николаевичу, но уже неделю спустя после этого назначения, 25 октября, Христиани скончался; похоронен на Волковом лютеранском кладбище.
Христиани считался отличным инженером и много поработал над различными вопросами своей специальности. Ему принадлежат два перевода с французского:
1. «Курс фортификации или Наука укрепления с атакою и обороною», Бусмара (СПб., 1818—1820, 2 части[2])
2. «Примечания и дополнения к курсу долговременной фортификации, по сочинениям С. Поля и Бусмара, изложенные Эльснером» (СПб., 1820—1822, 2 части)

Первый из этих переводов удостоился Высочайшего подарка и долгое время был единственным руководством по фортификации на русском языке.